# 1206. grenadirski polk (Wehrmacht)
1206. grenadirski polk (izvirno nemško 1206. Grenadier-Regiment; kratica 1206. GR) je bil pehotni polk Heera v času druge svetovne vojne.

## Zgodovina
Polk je bil ustanovljen 25. avgusta 1944 kot sestavni del 582. ljudskogrenadirske divizije; še v času oblikovanja so polk preimenovali v 39. fusilirski polk.